# استودبیکر چامپیون

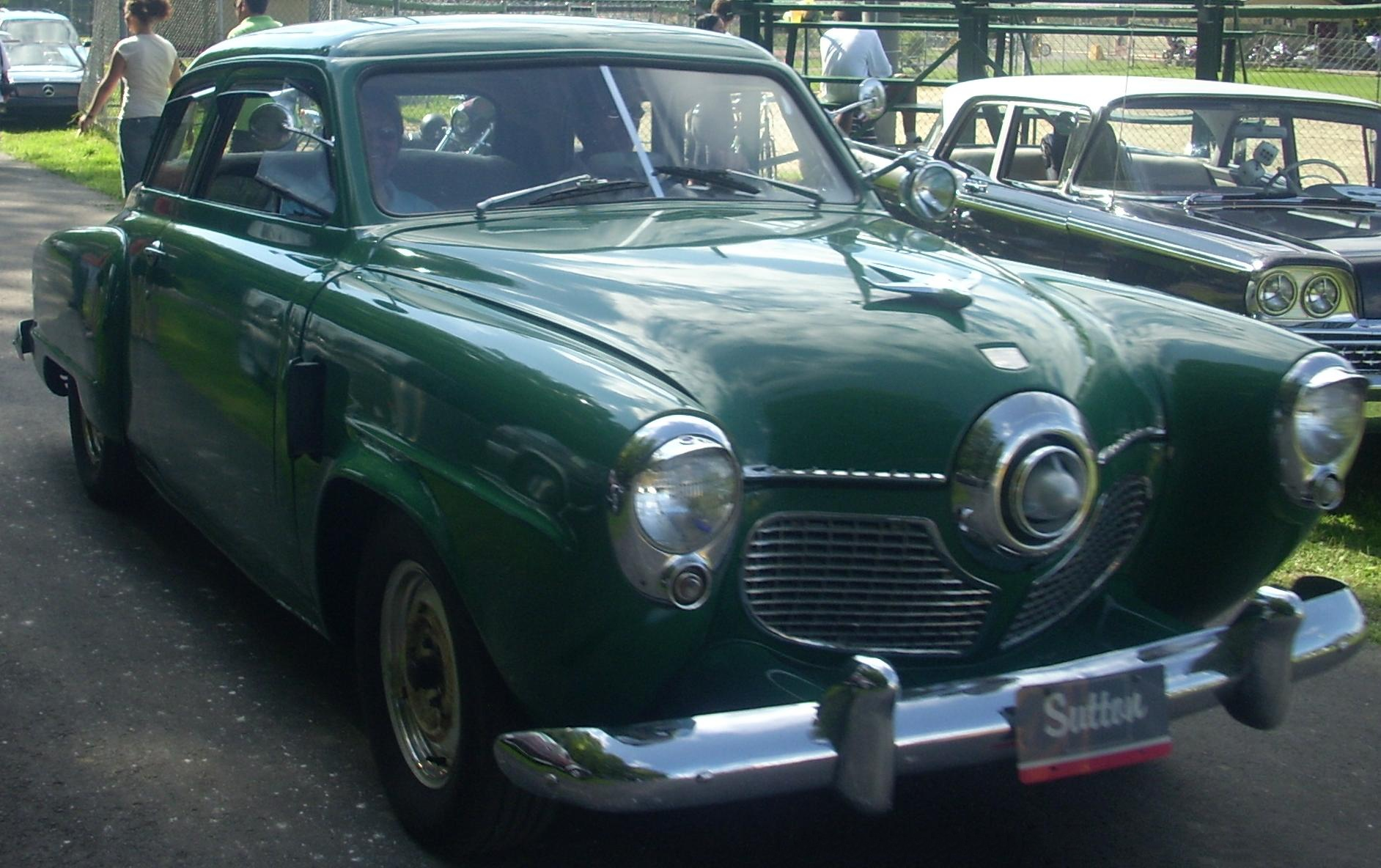

استودبیکر چامپیون (Studebaker Champion) خودرویی است که در سال‌های ۱۹۳۹ تا ۱۹۵۸در ساوث بند و ایندیانا تولید شده‌است.
طراحی آن خودروهای موتور جلو-محور عقب بوده است.

## نگارخانه

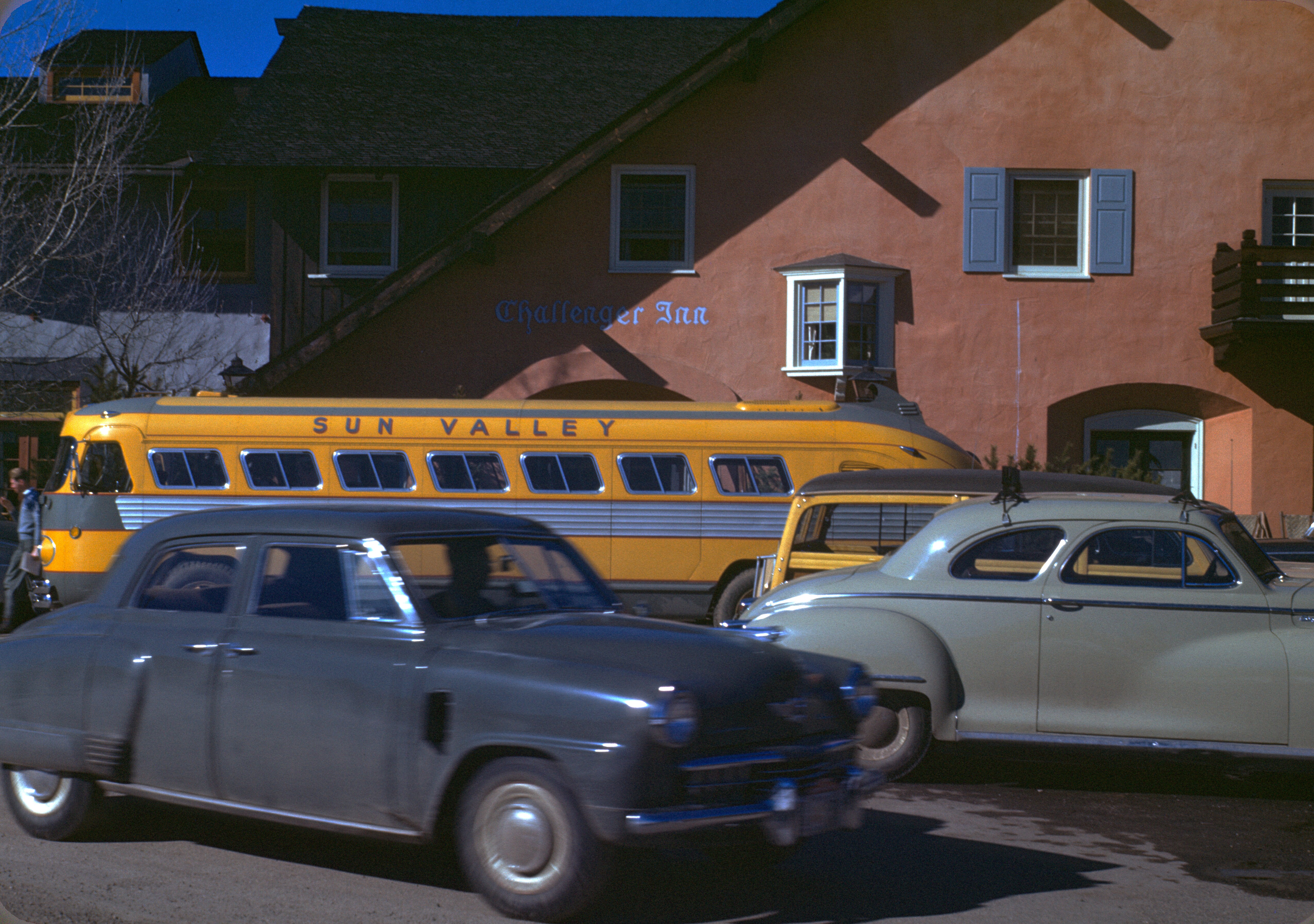
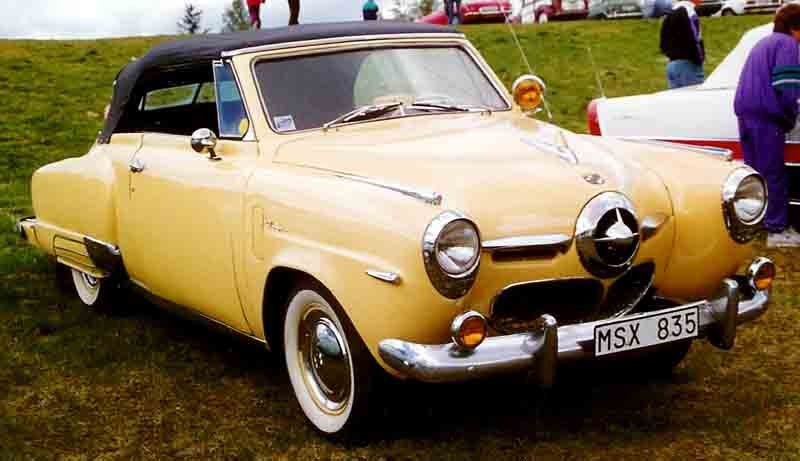